# 34239 Louisgolowich
34239 Louisgolowich è un asteroide della fascia principale. Scoperto nel 2000, presenta un'orbita caratterizzata da un semiasse maggiore pari a 2,9940878 au e da un'eccentricità di 0,0987667, inclinata di 2,69313° rispetto all'eclittica.